# Margaretha Sandra

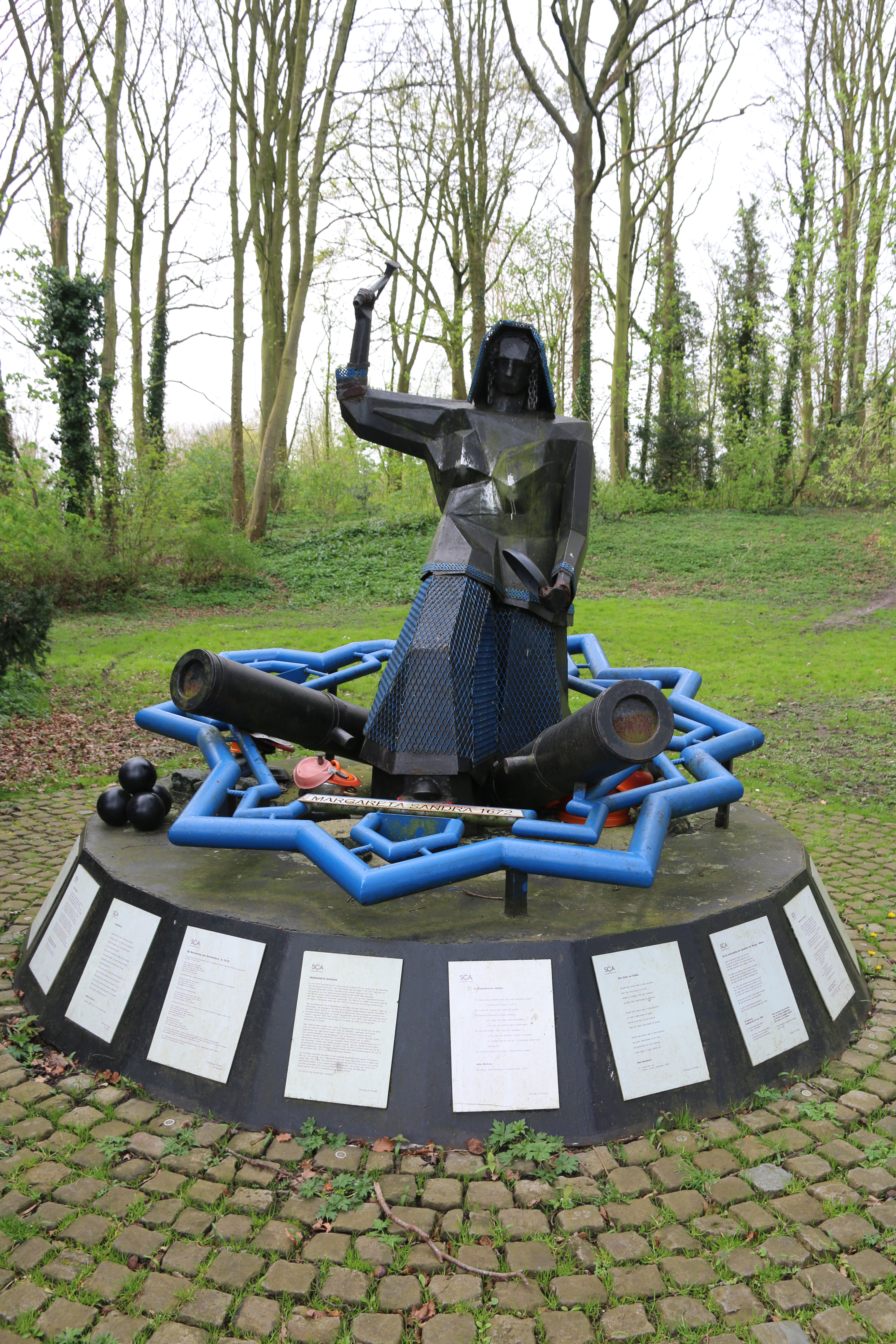
Standbeeld Margaretha Sandra in Aardenburg

Margaretha Sandra (Middelburg (Zeeland), 7 januari 1629 – Aardenburg, 21 juni 1674) en zij is de geschiedenis ingegaan als de "heldin van Aardenburg" vanwege haar deelname in de verdediging van Aardenburg tijdens het Franse beleg in 1672.

## Biografie
Haar vaders familie was van oorsprong een Waalse familie afkomstig uit Tourcoing, die zich later in Middelburg vestigde. Margaretha groeide tot haar zesde op in Middelburg en vervolgens in Sluis. Voor haar komst naar Aardenburg was ze tweemaal getrouwd geweest en raakte ze tweemaal weduwe. In 1668 huwde ze met de Haarlemmer Pieter Roman die zich twee jaar eerder in Aardenburg vestigde als licentmeester.
Tijdens het Rampjaar, in het weekend van 25 en 26 juni 1672, viel een Frans leger van zo'n 5 tot 6.000 soldaten de vestingstad Aardenburg aan. De stad was slechts verdedigd door 186 burgers en 40 soldaten en de inwoners wisten de twee Franse aanvallen af te slaan. Bij dit beleg participeerden ook vrouwen; de rol van Margaretha hield in dat zij onder de luifel voor de deur van haar huis aan de Markt samen met tien jongens kogels had zitten kappen en allerlei ijzerwerk tot schroot had verwerkt. Deze rol wordt als belangrijk beschouwd omdat de kogels van het Staatse leger niet pasten op de Aardenburgse geweren en zo alsnog gebruikt konden worden.
Margaretha stierf twee jaar na het beleg op 45-jarige leeftijd. Ze was kinderloos gebleven.